# Myrceugenia
Myrceugenia är ett släkte av myrtenväxter. Myrceugenia ingår i familjen myrtenväxter.

## Bildgalleri

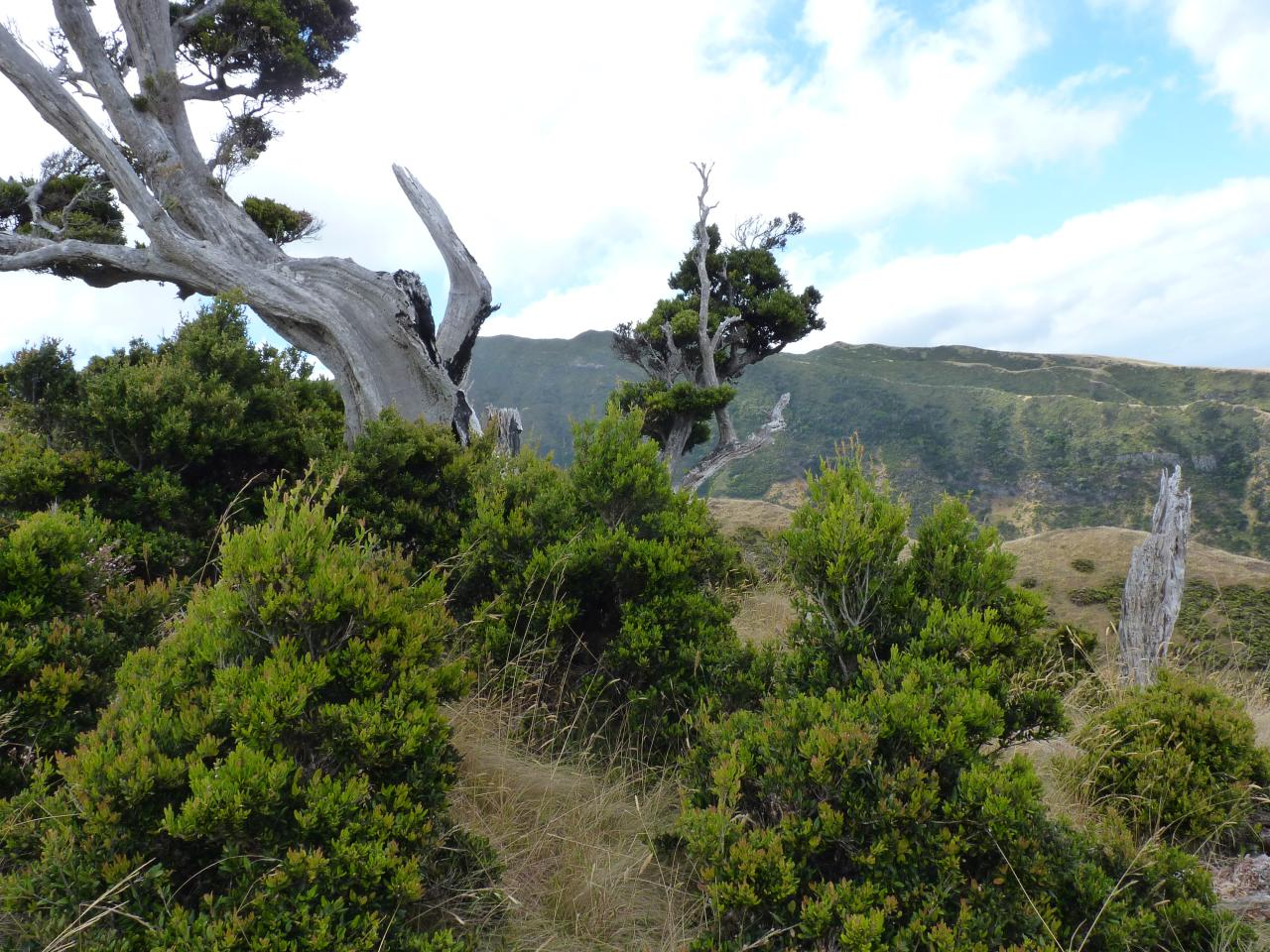
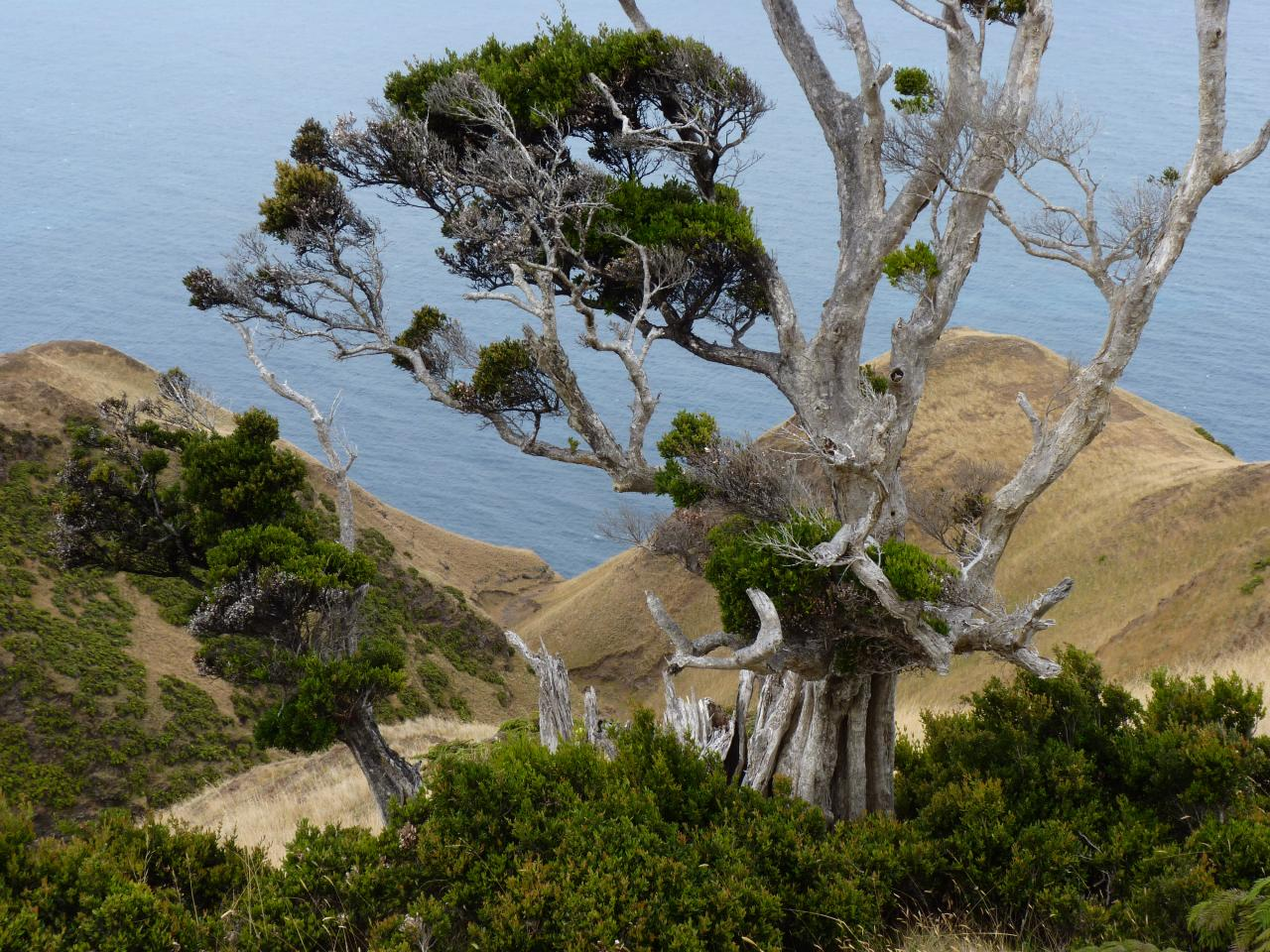

## Dottertaxa tillMyrceugenia, i alfabetisk ordning[1]
- Myrceugenia acutiflora
- Myrceugenia alpigena
- Myrceugenia bocaiuvensis
- Myrceugenia bracteosa
- Myrceugenia brevipedicellata
- Myrceugenia bridgesii
- Myrceugenia camargoana
- Myrceugenia campestris
- Myrceugenia chrysocarpa
- Myrceugenia colchaguensis
- Myrceugenia correifolia
- Myrceugenia cucullata
- Myrceugenia decussata
- Myrceugenia diemii
- Myrceugenia euosma
- Myrceugenia exsucca
- Myrceugenia fernandeziana
- Myrceugenia foveolata
- Myrceugenia franciscensis
- Myrceugenia gertii
- Myrceugenia glaucescens
- Myrceugenia hamoniana
- Myrceugenia hatschbachii
- Myrceugenia hoehnei
- Myrceugenia kleinii
- Myrceugenia lanceolata
- Myrceugenia leptospermoides
- Myrceugenia mesomischa
- Myrceugenia miersiana
- Myrceugenia myrcioides
- Myrceugenia myrtoides
- Myrceugenia obtusa
- Myrceugenia ovalifolia
- Myrceugenia ovata
- Myrceugenia oxysepala
- Myrceugenia parvifolia
- Myrceugenia pilotantha
- Myrceugenia pinifolia
- Myrceugenia planipes
- Myrceugenia reitzii
- Myrceugenia rufa
- Myrceugenia rufescens
- Myrceugenia schulzii
- Myrceugenia scutellata
- Myrceugenia seriatoramosa
- Myrceugenia venosa